# 錦豐園

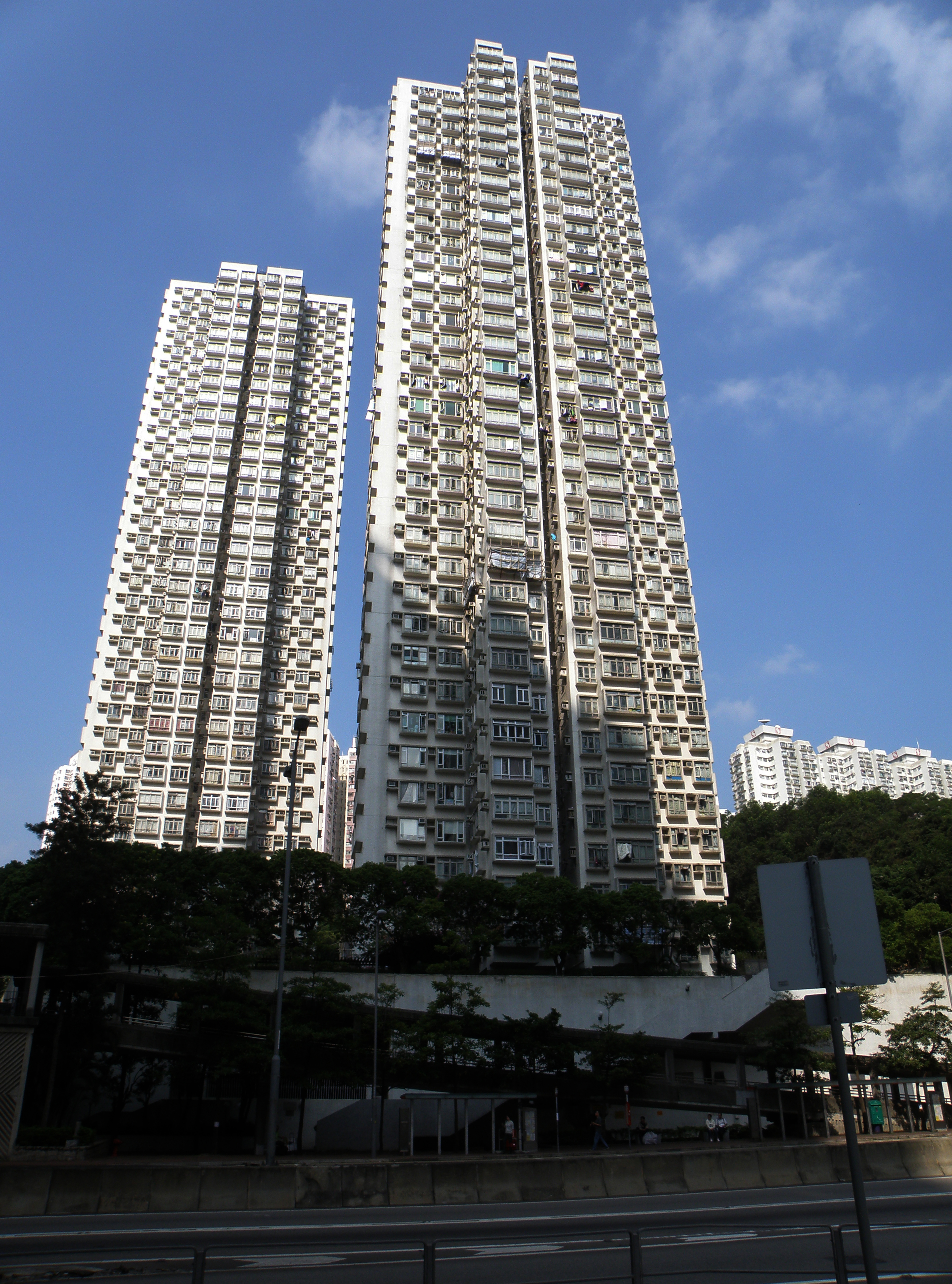
錦豐園

錦豐園（英語：Kam Fung Garden）是香港新界荃灣荃景圍的一個私人屋苑，發展商為南豐集團，由旗下的民亮發展管理。錦豐園共有兩座住宅，在1989年入伙，屋苑本身設有公園、游泳池、球場、停車場等基本設施，並僅限住戶使用。屋苑前身為瓷器廠。

## 屋苑特點
錦豐園屋苑面前是沙咀道天橋，而另一邊則是山頭，跟荃灣中心尚有一段距離。屋苑住戶需要輸入密碼才可進入，而訪客亦需登記。錦豐園位處近青山公路的位置，設有私家通道連接青山公路「荃景圍天橋」之巴士站。

## 屋苑住宅
- 第一座（外座近青山公路）
- 第二座（內座近山頭和荃德花園）

## 屋苑設施
- 游泳池
- 休憩公園
- 停車場
- 多用途球場

## 外部連結
- 雅虎錦豐園簡介：http://hk.realestate.yahoo.com/estate.html?c=1396%5B%5D